# Велика Поляна (Словаччина)
Велика Поляна (словац. Veľká Poľana) — колишнє село в Словаччині, на території теперішнього Снинського округу Пряшівського краю зникле у 1986 році в результаті будови водосховища Старина у 1981-1988 роках. 
Було розташоване на північний схід від теперішнього водосховища у Буківських горах в долині річки Цірохи. Протікає річка Смольник.

## Історія
Уперше згадується у 1493 році.

## Культурні пам'ятки
- руїни мурованої церкви Архангела Михаїла з 1784 року,
- придорожній хрест з 1853 року,
- військовий цвинтар з пам'ятником військовим загиблим у І світовій війні на горі (на висоті 825 над рівнем моря)

Із села залишилася ще одна хата та сільський цвинтар.

## Видатні постаті
- Орест Дубай — художник, народний артист, народився в селі.